# Liste der Monuments historiques in Saint-Blaise (Alpes-Maritimes)
Die Liste der Monuments historiques in Saint-Blaise (Alpes-Maritimes) führt die Monuments historiques in der französischen Gemeinde Saint-Blaise auf.

## Liste der Bauwerke
| Bezeichnung                                                           | Beschreibung | Standort | Kennzeichnung | Schutzstatus | Datum | Bild |
| --------------------------------------------------------------------- | ------------ | -------- | ------------- | ------------ | ----- | ---- |
| Canal de la Vésubie Section des vallons de la Garde et de Costa Rasta |              | (Lage)   | PA06000021    | Inscrit      | 2001  |      |
| Canal de la Vésubie Siphon de Saint-Blaise                            |              | (Lage)   | PA06000020    | Inscrit      | 2001  |      |